# Верхняя страна
Верхняя страна (Ца́ра-де-Сус, Ве́рхняя Молда́вия, Се́верная Молда́вия, молд. Цара-де-Сус; в букв. переводе: «верхняя страна»; от нар.-лат. Цара «земля/страна» и Сус «верхний») — один из трёх культурно-географических регионов Молдавского княжества, занимавший его северную часть.

## Административно-территориальное деление
Верхняя Молдавия делилась на 7 округов (в славянских источниках они назывались державы; в молдавских — цинуты):
- Хотинский округ (центр — Хотин)
- Дорохойский округ (центр — Дорохой)
- Хырлевский округ (центр — Хырлэу).
- Черновицкий округ (центр — Черновцы)
- Сучавский округ (центр — Сучава, столица Молдавского княжества в XIV—XVI веках).
- Нямцкий округ (центр — Нямць)
- Бакэуский округ (центр — Бакэу)

В Верхней Молдавии преобладало славянское население (русины), составлявшее свыше 60 % жителей, хотя в целом по княжеству его доля составляла около 30 %. Молдаване преобладали в менее густонаселённых Сучавском, Нямцском, Бакэуском и Сорокском уездах. Число славян постоянно возрастало за счёт православных беженцев из более северных земель, захваченных Королевством Польским. Сюда же также прибывали и романоязычные валахи из Венгерского королевства.